# Матусадона (национални парк)
Матусадона национални парк је једно од више заштићених подручја са дивљим животињама које се простиру уз језеро Кариба. Са површином од 140.700 хектара, Матусадона се ограничена на западу са реком Уме а на истоку са реком Сањати. Две трећине парка лежи западно од Замбези ескарпмента који је формиран од брда Матувиадона са висином 600 метара од којих је парк добио име.
Природа је дивља и практично нетакнута. Веома лоши путеви спречавају превелики број посетилаца да посети и узнемирава дивље животиње. Овај парк је нарочито богат лавовима. Сматра се да је то подручје у Африци, које има највећу концентрацију лавова, после Нгорогоро кратера. Поред лавова постоји и заштићена популација црних носорога.
Много животиња које су спашене у току операције Ноје (Operation Noah), када се језеро Кариба пунило, су пуштене у Матусадону, која сада има јаке популације већине сисара који се јављају у долини Замбезија. Афрички биво је нарочито бројан тако да се образују крда са више од 1000 бивола уз обалу језера Кариба у току сушне сезоне.